# Ficus brittonii
Ficus brittonii là một loài thực vật có hoa trong họ Moraceae. Loài này được Bold. mô tả khoa học đầu tiên năm 1914.